# Back for Good
«Back for Good» (en español: «Volver para siempre») es una balada interpretada por la boy band británica de pop Take That. Fue publicada el 27 de marzo de 1995 como segundo sencillo del tercer álbum de estudio del grupo, Nobody Else (1995), y consiguió un gran éxito en muchos países, incluyendo a Australia, Alemania, Irlanda, Noruega, España y el Reino Unido, donde se colocó en lo más alto de las listas.

## Información de la canción
Escrita por Gary Barlow, quien también es la voz principal del tema, ésta fue su sexta canción en ser primera en los charts del Reino Unido, y su único top 10 en los Estados Unidos. Inicialmente se dio a conocer en los BRIT Awards de 1995, y tal era la demanda del sencillo que se tuvo que adelantar la fecha del lanzamiento, poniéndose a disposición de los medios de comunicación, seis semanas antes de la lanzamiento. Fue lanzado el 9 de enero de 1995 y debutando en el número uno de los UK singles chart, vendiendo 300,000 copias en su primera semana. Se mantuvo en el número uno durante cuatro semanas y, finalmente, vendió 965.000 copias. La canción fue el 4º sencillo más vendido de 1995 en el Reino Unido.
La canción ganó el premio de Mejor Sencillo del año en los Brit Awards de 1996.
Más tarde, la canción se posicionó en el número 7 de la lista del Billboard Hot 100, siendo el único sencillo de la banda en ingresar en los rankings de los Estados Unidos. La canción fue un gran hit en Brasil.
La canción fue número 1 en treinta países alrededor del mundo.
El exintegrante de Take That Robbie Williams, grabó una versión en vivo, la cual fue el b-side del sencillo Angels de 1998.
Apareció en el episodio final de The Office, y el periodista español Juan Antonio Alcalá lo utiliza como sintonía de cierre en el programa radiofónico El Partido de las 12 de la Cadena COPE.
El 2 de diciembre de 2006, Gary Barlow declaró en el programa An Audience With Take That Live de ITV1 que se han grabado más de 89 versiones de la canción por otros artistas. Una de esas versiones fue la grabada por McAlmont & Butler.
La canción fue también la 2º mayor venta de sencillos en los 90 en el Reino Unido, vendiendo 965.000 copias. Ya en 2012 se convirtió en el sencillo más vendido de la banda en su tierra natal vendiendo un total de 1 070 000 copias hasta noviembre de ese año.

## Video musical
Un video musical fue lanzado para promocionar esta canción. El video fue filmado en blanco y negro. El grupo al comienzo está corriendo a través de la lluvia y en una cabaña. Jason toca la guitarra y los otros están sentados alrededor cantando la canción. Delante del final del video el grupo canta la canción y baila en la lluvia con los autos en el fondo.
El video musical aparece en el lanzamiento en DVD Never Forget: The Ultimate Collection. Un Chevrolet Impala de 1958 y un Mercury de 1951, ambos creados en el estilo de los años 1950/principios de los 60 se incluyen en el video.

## Certificaciones
| País           | Certificación | Fecha                  | Ventas    | Ref.   |
| -------------- | ------------- | ---------------------- | --------- | ------ |
| Australia      | Platino       | 1995                   | 70 000    | [ 6 ]  |
| Alemania       | Oro           | 1995                   | 250 000   | [ 7 ]  |
| Austria        | Oro           | 1 de diciembre de 1995 | 15 000    | [ 8 ]  |
| Estados Unidos |               | 1996                   | 427 000   | [ 10 ] |
| Italia         | Oro           | 1 de diciembre de 1995 | 15 000    | [ 11 ] |
| Reino Unido    | Platino       | 1 de abril de 1995     | 1 070 000 | [ 12 ] |

## Posicionamiento
| País           | Lista (1995)                  | Posición |
| -------------- | ----------------------------- | -------- |
| Alemania       | German Singles Chart          | 1        |
| Australia      | Australian Singles Chart      | 1        |
| Austria        | Austrian Singles Chart        | 3        |
| Bélgica        | Flanders Singles Chart        | 2        |
| Bélgica        | Wallonia Singles Chart        | 4        |
| Canadá         | RPM Singles Chart             | 1        |
| Dinamarca      | Denmark Singles Chart         | 1        |
| España         | Lista musical de España       | 1        |
| Estados Unidos | Billboard Hot 100             | 7        |
| Estados Unidos | Hot Adult Contemporary Tracks | 2        |
| Estados Unidos | Hot Adult Top 40 Tracks       | 3        |
| Estados Unidos | Top 40 Mainstream             | 5        |
| Estados Unidos | Top 40 Adult Recurrents       | 1        |
| Francia        | French Singles Chart          | 7        |
| Holanda        | Dutch Singles Chart           | 2        |
| Irlanda        | Irish Singles Chart           | 1        |
| Italia         | Italian Singles Chart         | 2        |
| Japón          | Oricon Singles Chart          | 4        |
| Letonia        | Latvian Singles Chart         | 1        |
| Nueva Zelanda  | New Zealand Singles Chart     | 6        |
| Noruega        | Norwegian Singles Chart       | 1        |
| Reino Unido    | UK Singles Chart              | 1        |
| Suecia         | Sweden Singles Chart          | 2        |
| Suiza          | Switzerland Singles Chart     | 2        |
| Europa         | European Hot 100 Singles      | 1        |

| País        | Lista anual              | Posición (1995) |
| ----------- | ------------------------ | --------------- |
| Australia   | Australian Singles Chart | 9               |
| Austria     | Austrian Singles Chart   | 16              |
| Bélgica     | Flanders Singles Chart   | 17              |
| Bélgica     | Wallonia Singles Chart   | 14              |
| Francia     | French Singles Chart     | 37              |
| Reino Unido | UK Singles Chart         | 4               |
| Suiza       | Swiss Singles Chart      | 8               |

| Anterior: «Don't Stop (Wiggle Wiggle)» de The Outhere Brothers | Irish Singles Chart — Sencillo N.º 1 2 de abril de 1995 (4 semanas)               | Siguiente: «Key to My Life» de Boyzone                       |
| Anterior: «Don't Stop (Wiggle Wiggle)» de The Outhere Brothers | UK Singles Chart — Sencillo Nro 1 2 de abril de 1995 (4 semanas)                  | Siguiente: «Some Might Say» de Oasis                         |
| Anterior: «Quiero volar» de G.E.M.                             | Lista musical de España – Sencillo N.º 1 3 de abril de 1995 — 10 de abril de 1995 | Siguiente: «You Belong to Me» de JX                          |
| Anterior: «Scatman (Ski-Ba-Bop-Ba-Dop-Bop)» de Scatman John    | European Hot 100 — Sencillo N.º 1 22 de abril de 1995 (5 semanas)                 | Siguiente: «Scatman (Ski-Ba-Bop-Ba-Dop-Bop)» de Scatman John |
| Anterior: «Conquest of Paradise» de Vangelis                   | Media Control Charts — Sencillo N.º 1 28 de abril de 1995 — 20 de mayo de 1995    | Siguiente: «Be My Lover» de La Bouche                        |
| Anterior: «Here's Johnny» de Hocus Pocus                       | ARIA Charts — Sencillo N.º 1 7 de mayo de 1995                                    | Siguiente: «Mouth" de Merril Bainbridge                      |
| Anterior: «Wish You Were Here» de The Rednex                   | VG-lista — Sencillo N.º 1 21 de abril de 1995 — 21 de abril de 1995               | Siguiente: «'74-'75» de The Connells                         |